# Poslanska skupina Slovenske nacionalne stranke
Poslanska skupina Slovenske nacionalne stranke (kratica SNS) je poslanska skupina, ki jo sestavljajo poslanci, ki so bili izvoljeni na listi Slovenske nacionalne stranke. Med letoma 2011 in 2018 stranka ni bila izvoljena v Državni zbor.  

## Sestava

### Mandat 1996-2000
Poslanci
- Zmago Jelinčič Plemeniti (vodja)
- Rafael Kužnik
- Peter Lešnik
- Sašo Peče

### Mandat 2008-2011
Poslanci
- Zmago Jelinčič Plemeniti (vodja)
- Srečko Prijatelj (namestnik vodje)
- Bogdan Barovič (član)
- Miran Györek (član)
- Silven Majhenič (član)

### Mandat 2018-2022
Poslanci
- Zmago Jelinčič Plemeniti (vodja)
- Dušan Šiško (namestnik vodje)
- Jani Ivanuša (član)

Nekdanji poslanci
- Lidija Ivanuša (20. decembra 2019 prestopila v SDS)

Osebje
- Tomaž Kuralt (sekretar)